# Ммбелва
Ммбе́лва (англ. M'Mbelwa) — традиційна громада у складі дистрикту Мзімба Північного регіону Малаві.
Населення — 128656 осіб (2018).